# Disko
 For alternative betydninger, se Disko (flertydig). (Se også artikler, som begynder med Disko)
Disko (Grønlandsk Qeqertarsuaq den store ø) er navnet på en ø i det vestlige Grønland. Med et areal på 8.578 km² (lidt større end Sjælland, Lolland og Møn tilsammen) er den en af de 100 største øer i verden. Øen ligger ca. 100 km fra fastlandet, den er omkring 160 km lang, dens middelhøjde er 975 meter og dets højeste punkt er 1.919 meter over havet. Qeqertarsuaq (dansk navn Godhavn) er den største by på øen. Ca. 35 kilometer nord for Godhavn ligger øens eneste beboede bygd Kangerluk. De ca. 20 indbyggere lever af jagt og fiskeri.
Indtil 1972 var der ved Qullissat på den nordøstlige del af øen en kulmine. Efter lukningen af minen blev beboerne 1972 forflyttet til byen Qeqertarsuaq på sydkysten af øen  og til Ilulissat på  grønlands vestkyst.
Store dele af øen består af høje, stejle basaltfjelde skabt af vulkansk aktivitet for 25-65 millioner år siden. 
Ligesom fastlandet har Diskoøen også været isdækket. Den sydligste del af denne iskappe består af en gletsjer ved navn Lyngmarksbræen, som er et populært turistmål, da det er et af de få steder i Vestgrønland, hvor man kan køre på hundeslæde om sommeren.
På Disko ligger Arktisk Station, som drives af Københavns Universitet. Her foregår forskning indenfor arktisk flora, fauna og landskabsudvikling.

## Historie
Ved Qeqertarsuaq er der fundet spor af inuitter fra Dorset-kulturen.
Ifølge nedskrevne kilder besøgte Erik den Røde øen mellem 982 og 985.
69°45′N 53°30′V / 69.750°N 53.500°V